# Nessun dorma
Nessun dorma es un aria del acto final de la ópera Turandot, de Giacomo Puccini. Se traduce del italiano como «Que nadie duerma».

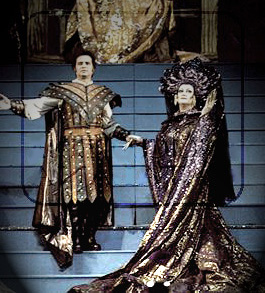
El príncipe Calaf (Pedro Lavirgen) y la cruel Turandot (Monserrat Caballé).

Ambientada en la China milenaria, la ópera narra la historia de la cruel princesa Turandot quien, en venganza a una antepasada mancillada, decapita a sus pretendientes si no le responden tres adivinanzas. Un príncipe ignoto (Calaf) se postula respondiéndole los tres enigmas y desafiándola a que sea ella la que averigüe su nombre. Turandot ordena que nadie duerma en Pekín hasta que se sepa el nombre del atrevido pretendiente.
Es el aria para tenor más famosa de esta ópera (la otra es «Non piangere Liú», del primer acto), señalando el clímax musical, puesto que la gran aria de la protagonista («In questa Reggia») es menos «cantable».

## Historia

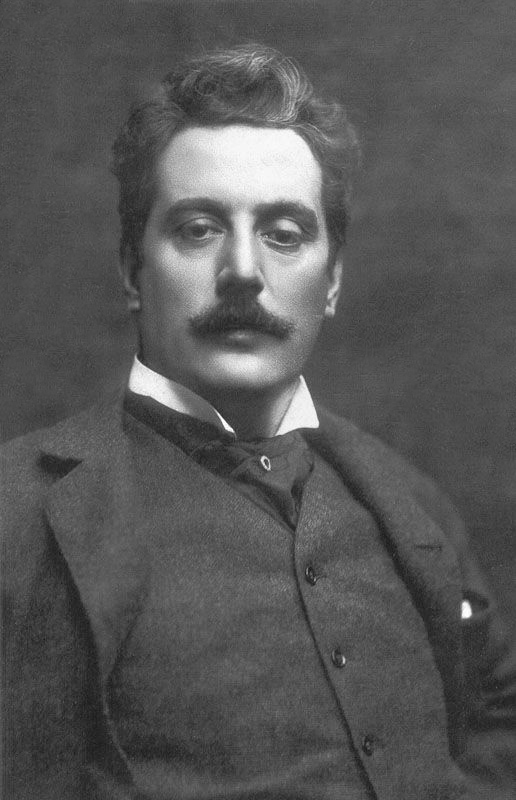
Giacomo Puccini, que murió antes de concluir Turandot

Sigue a la proclama de la princesa china Turandot de que nadie debe dormir hasta hallar el nombre del príncipe desconocido, Calaf, quien ha lanzado el desafío de que si su nombre no es descubierto, la fría Princesa Turandot se casará con él (fin del segundo acto). 
El aria inicia el tercer y último acto (que Puccini dejó inconcluso a poco de acabar el aria). Calaf canta, indicando su certeza de que sus esfuerzos por descubrir su nombre serán en vano.

## Historia e interpretación

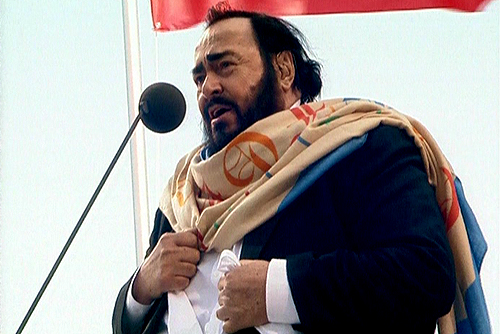
El tenor Luciano Pavarotti actuando en la inauguración del Palacio Constantino en Strelna.

Pertenece a la obra póstuma e inconclusa del compositor Giacomo Puccini, que fue estrenada por el director Arturo Toscanini en La Scala en 1926 e interpretada por la soprano Rosa Raisa y el tenor español Miguel Fleta. 
Otros tenores de esa época que la inmortalizaron fueron Giovanni Martinelli, Giacomo Lauri-Volpi, Antonio Cortis, Beniamino Gigli y Francesco Merli. Este último protagonizó el primer registro completo de la ópera.
En la década de 1950, la versión más aclamada estuvo a cargo del tenor sueco Jussi Björling, el primer tenor con un instrumento más lírico que el requerido originalmente por Puccini, puesto que el aria es para tenor dramático. Luego la hicieron suya Mario del Monaco, Richard Tucker, Mario Lanza, Giuseppe Di Stefano, Carlo Bergonzi, y en especial Franco Corelli, posiblemente el más completo Calaf desde su estreno, por poseer una voz amplísima, caudalosa y de timbre heroico, como correspondería a un auténtico príncipe valeroso.
En 1972, Luciano Pavarotti grabó la versión completa de la ópera junto a Joan Sutherland y Montserrat Caballé. Obtuvo gran éxito e incorporó el aria a sus recitales. Cantó pocas veces en una puesta en escena de Turandot porque su voz era demasiado lírica y podía perjudicarse, pero hizo la excepción en San Francisco, en 1977, y en el Metropolitan Opera de Nueva York. "Nessun dorma" se transformó en el caballo de batalla de Pavarotti y en su bis obligado. Fue su aria por excelencia, según algunos esta versión es la mejor interpretación hecha por cualquier artista y cantándola en su última actuación: al final de la ceremonia de apertura de los Juegos Olímpicos de Invierno de Turín 2006, donde recibió la mayor ovación de la noche.
En la misma década, José Carreras, Plácido Domingo, Jaume Aragall, René Kollo, Nicola Martinucci, Giuseppe Giacomini, Pedro Lavirgen, Ermanno Mauro, Ben Heppner, Sergei Larin, Johan Bota, Darío Volonté, Carlos Simón, Marcelo Álvarez, José Cura y otros han sido algunos de sus intérpretes más famosos en el campo clásico.
Fue el final del concierto de Los Tres Tenores (Pavarotti, Domingo y Carreras) cantado "de a tres" el que terminó de popularizar el aria a niveles nunca antes pensados.

## Versiones y adaptaciones

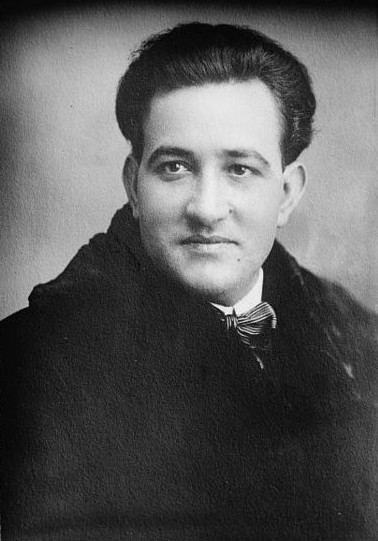
El tenor español Miguel Fleta, quien estrenó Nessun dorma en La Scala en 1926 dirigido por Arturo Toscanini.

El aria tuvo gran difusión popular después de que la BBC la usara para su cobertura de la Copa Mundial de Fútbol de 1990 en Italia. En consecuencia alcanzó el segundo puesto de la lista de singles en el Reino Unido, el mejor que haya conseguido una grabación clásica.
Con una orquestación más liviana, el tenor italiano Andrea Bocelli la incorporó a su repertorio en discos y recitales, logrando un impactante éxito.
Entre las voces femeninas, incluso Aretha Franklin realizó su propia versión en la ceremonia de los Grammy 1998 como reemplazo inesperado de Pavarotti. Ya en 1943, Deanna Durbin la cantó en inglés en un típico film musical de Hollywood, His Butler's Sister (1943).
En el 2001 y 2003 el aria fue interpretada a dúo por Luciano Pavarotti e Ian Gillan, vocalista de Deep Purple, en el concierto Pavarotti & Friends. 
Otra destacada interpretación femenina fue la de la británica Sarah Brightman, grabada en los discos Eden y Classics. 
En el Festival de San Remo 2009, la famosa cantante italiana del período 60-70 Mina (Mina Mazzini) la interpretó a los 68 años en un arreglo muy personal.
También han interpretado esta pieza los músicos del grupo heavy Manowar en el álbum "Warriors of the World" y en varios de sus conciertos, y el guitarrista alemán Uli Jon Roth hizo su propia versión llamada "Bridge To Heaven", interpretada por Klaus Meine, el vocalista de los Scorpions en 1995.
El cantante británico Paul Potts usó el tema como audición y tema final en la versión inglesa de American´s Got Talent, Britain's Got Talent, que finalmente ganó con aprobación unánime.
En 2010, en el más reciente disco de estudio "Emotion & Commotion", Jeff Beck hace una versión instrumental.
En el año 2011, la cantante española Mónica Naranjo, en su gira Madame Noir, incluye una versión propia de este aria, transportada de tonalidad para adaptarla a su tesitura, como colofón del espectáculo. Anteriormente ya había interpretado este tema con motivo de la especial celebración del 70 cumpleaños del tenor Plácido Domingo.
Desde el año 2011, esta obra es usada como banda sonora de un vídeo con imágenes del Real Madrid, que se proyecta en los videomarcadores del Estadio Santiago Bernabéu en los prolegómenos de los partidos que el Real Madrid juega como local en este estadio.
En el año 2013, la cantante española Ruth Lorenzo interpretó el tema en el Concierto benéfico a favor de Jesús Abandonado, en el Auditorio Víctor Villegas, Murcia. El 13 de abril de 2014 hizo lo propio en la fiesta en Londres en el Eurovision Party.
Asimismo el 28 de diciembre de 2013, la pequeña cantante neerlandesa Amira Willighagen de nueve años ganó la final del concurso de talentos Holland's Got Talent con su interpretación " Nessun Dorma ", aria para tenor de la ópera de Puccini Turandot .
Ese mismo año, en el torneo Tu si que vales, de España, la joven de 15 años proveniente de Islas Canarias, Sislena Caparrosa, nos deleitó con una versión impecable y potente. 
En 2014, Kia la utilizó para introducir el Kia K900, el video es protagonizado por una pareja y Laurence Fishburne, haciendo referencia en forma de burla a Morfeo, papel que el realiza en la trilogía de películas Matrix.
En 2016, el cantante surcoreano Lee Jinki (conocido como Onew, líder del grupo surcoreano SHINee) interpretó el tema en la gira de conciertos japoneses de la boyband, de nombre DxDxD.
En 2016, el trío italiano Il Volo interpretó esta canción en el concierto Notte Magica tributo a los Tres Tenores(que luego fue llevado a CD y DVD) en Florecia, Italia. La orquesta fue dirigida por el cantante, compositor, productor, director de orquesta y actor Plácido Domingo .
En 2018 el tenor Mexicano Mauro Calderón la incluye en su disco de "éxitos", así como en su disco de "Arias de ópera" del 2012.

## Letra del aria
| Il principe ignoto Nessun dorma! Nessun dorma! Tu pure, o Principessa, Nella tua fredda stanza Guardi le stelle Che tremano d'amore e di speranza. Ma il mio mistero è chiuso in me, Il nome mio nessun saprà!, no, no Sulla tua bocca lo dirò!... Quando la luce splenderà, Ed il mio bacio scioglierà il silenzio Che ti fa mia!... Voci di donne (le stelle) Il nome suo nessun saprà... E noi dovremo, ahimè, morir, morir!... Il principe ignoto Dilegua, o notte!... Tramontate, stelle! Tramontate, stelle!... All'alba vincerò! vincerò! vincerò! | El príncipe desconocido ¡Nadie duerma! ¡Nadie duerma! Incluso tú, oh Princesa, en tu fría estancia miras las estrellas que tiemblan de amor y de esperanza. Pero mi misterio está encerrado en mí, ¡mi nombre nadie sabrá! No, no, ¡sobre tu boca lo diré cuando resplandezca la luz! ¡Y mi beso disolverá el silencio que te hace mía! Voces de mujeres (las estrellas) ¡Su nombre nadie sabrá, y nosotras deberemos, ay, morir, morir! El príncipe desconocido ¡Disípate, oh noche! ¡Ocultaos, estrellas! ¡Ocultaos, estrellas! ¡Al amanecer venceré! ¡Venceré! ¡Venceré! |